# آورو بیبی
آورو بیبی (به انگلیسی: Avro Baby) یک هواپیمای ساختِ کارخانهٔ آورو در کشور بریتانیا است. این هواپیما در ۳۰ آوریل ۱۹۱۹ میلادی نخستین پرواز خود را انجام داد.